# Saulon-la-Chapelle
Saulon-la-Chapelle és un municipi francès, situat al departament de la Costa d'Or i a la regió de Borgonya - Franc Comtat. L'any 2007 tenia 1.048 habitants.

## Demografia

### Població
El 2007 la població de fet de Saulon-la-Chapelle era de 1.048 persones. Hi havia 416 famílies, de les quals 106 eren unipersonals (61 homes vivint sols i 45 dones vivint soles), 126 parelles sense fills, 147 parelles amb fills i 37 famílies monoparentals amb fills.
La població ha evolucionat segons el següent gràfic:
Habitants censats

### Habitatges
El 2007 hi havia 445 habitatges, 423 eren l'habitatge principal de la família, 6 eren segones residències i 16 estaven desocupats. 358 eren cases i 88 eren apartaments. Dels 423 habitatges principals, 291 estaven ocupats pels seus propietaris, 121 estaven llogats i ocupats pels llogaters i 10 estaven cedits a títol gratuït; 9 tenien una cambra, 35 en tenien dues, 61 en tenien tres, 121 en tenien quatre i 197 en tenien cinc o més. 335 habitatges disposaven pel capbaix d'una plaça de pàrquing. A 151 habitatges hi havia un automòbil i a 231 n'hi havia dos o més.

### Piràmide de població
La piràmide de població per edats i sexe el 2009 era:
| Homes | Edats   | Dones |
| ----- | ------- | ----- |
| 0     | 95 o +  | 0     |
| 4     | 90 a 94 | 4     |
| 4     | 85 a 89 | 8     |
| 8     | 80 a 84 | 4     |
| 12    | 75 a 79 | 16    |
| 28    | 70 a 74 | 12    |
| 12    | 65 a 69 | 28    |
| 16    | 60 a 64 | 12    |
| 28    | 55 a 59 | 28    |
| 36    | 50 a 54 | 28    |
| 36    | 45 a 49 | 52    |
| 44    | 40 a 44 | 32    |
| 28    | 35 a 39 | 20    |
| 48    | 30 a 34 | 36    |
| 48    | 25 a 29 | 48    |
| 12    | 20 a 24 | 12    |
| 40    | 15 a 19 | 8     |
| 32    | 10 a 14 | 20    |
| 28    | 5 a 9   | 60    |
| 8     | 0 a 4   | 24    |

## Economia
El 2007 la població en edat de treballar era de 676 persones, 526 eren actives i 150 eren inactives. De les 526 persones actives 502 estaven ocupades (276 homes i 226 dones) i 24 estaven aturades (10 homes i 14 dones). De les 150 persones inactives 61 estaven jubilades, 55 estaven estudiant i 34 estaven classificades com a «altres inactius».

### Ingressos
El 2009 a Saulon-la-Chapelle hi havia 411 unitats fiscals que integraven 1.044,5 persones, la mediana anual d'ingressos fiscals per persona era de 19.505 €.

### Activitats econòmiques
Dels 45 establiments que hi havia el 2007, 2 eren d'empreses extractives, 1 d'una empresa alimentària, 1 d'una empresa de fabricació d'elements pel transport, 1 d'una empresa de fabricació d'altres productes industrials, 9 d'empreses de construcció, 7 d'empreses de comerç i reparació d'automòbils, 2 d'empreses de transport, 3 d'empreses d'hostatgeria i restauració, 2 d'empreses financeres, 2 d'empreses immobiliàries, 10 d'empreses de serveis, 4 d'entitats de l'administració pública i 1 d'una empresa classificada com a «altres activitats de serveis».
Dels 13 establiments de servei als particulars que hi havia el 2009, 1 era una oficina de correu, 3 paletes, 4 guixaires pintors, 1 lampisteria, 1 electricista, 1 perruqueria i 2 restaurants.
Dels 3 establiments comercials que hi havia el 2009, 1 era una botiga de menys de 120 m², 1 una fleca i 1 una peixateria.
L'any 2000 a Saulon-la-Chapelle hi havia 9 explotacions agrícoles que ocupaven un total de 544 hectàrees.

## Equipaments sanitaris i escolars
L'únic equipament sanitari que hi havia el 2009 era una farmàcia.
El 2009 hi havia 1 escola maternal integrada dins d'un grup escolar amb les comunes properes formant una escola dispersa i 1 escola elemental integrada dins d'un grup escolar amb les comunes properes formant una escola dispersa.

## Poblacions més properes
El següent diagrama mostra les poblacions més properes.